# Euphorbia atropurpurea
Euphorbia atropurpurea Brouss. ex Willd., conocida en castellano como tabaiba mejorera/majorera o tabaiba roja, es una especie de arbusto perenne suculento perteneciente a la familia Euphorbiaceae. Es originaria de la Macaronesia.

## Descripción

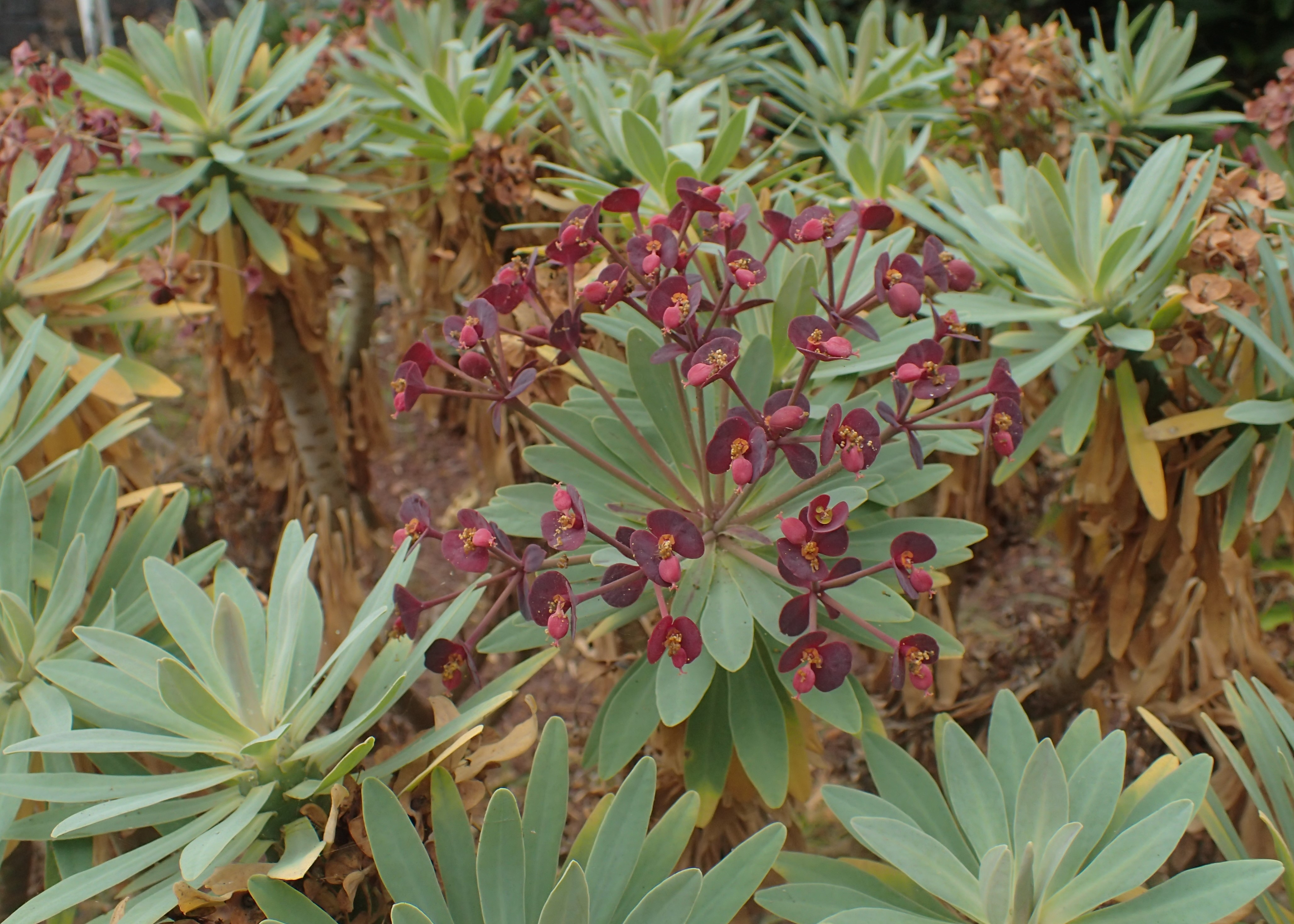
Detalle de hojas y flores.

De hábito arbustivo, puede sobrepasar los 2 metros de altura con tallos y ramas suculentas sin espinas. Tiene hojas largas, de color verde azulado, formando una roseta en el extremo de las ramas. Las flores tienen brácteas de más de 1 cm, de color rojo oscuro.
Los frutos son cápsulas rojas con tres semillas de color marrón oscuro. 
Al igual que otras especies del género Euphorbia, toda la planta posee un látex de color blanco, pegajoso y tóxico.
Florece de invierno a primavera ―diciembre a mayo―.

## Distribución y hábitat
Es endémica de la isla de Tenerife, en el archipiélago de Canarias ―España―. 
Se desarrolla entre los 300 a 1100 m s. n. m. en el sur y oeste de la isla, desde el valle de Güímar hasta el macizo de Teno, creciendo en barrancos y laderas sobre sustratos rocosos con cierta humedad. Una pequeña población se localiza también en el valle de Tejina, en el nordeste de la isla.
Conforma una asociación vegetal propia, el tabaibal mejorero o Euphorbietum atropurpureae, que se desarrolla en los dominios del bosque termófilo y de las zonas superiores del tabaibal-cardonal.

## Diversidad
La especie cuenta con dos variedades y una forma aceptadas:
- E. atropurpurea var. atropurpurea.
- E. atropurpurea var. modesta Svent.. Esta variedad posee hojas y brácteas más pequeñas, siendo las hojas más jóvenes de color verde o con rayas moradas. Glándulas de néctar estrechamente elípticas. Fruto muy pequeño, minuciosamente manchado. Se distribuye en el valle de Tejina.[4]
- E. atropurpurea f. lutea A.Santos. Se diferencia por presentar flores amarillas y ausencia de tonos morados en las hojas. Se encuentra restringida a la región de Teno.[5]

Hibridación
E. atropurpurea hibrida de forma natural con Euphorbia lamarckii y con Euphorbia aphylla, dando lugar a los nototaxones Euphorbia x navae Svent. y Euphorbia x petterssonii Svent. respectivamente. También se han citado híbridos con Euphorbia bourgeana en la Ladera de Güímar.

## Taxonomía
Euphorbia atropurpurea fue nominada por el naturalista francés Pierre Marie Auguste Broussonet en Elenchus Plantarum Horti Botanici Monspeliensis en 1805, y publicada por el botánico alemán Carl Ludwig Willdenow en Enumeratio Plantarum Horti Botanici Berolinensis en 1809.
La variedad modesta fue descrita y publicada por el botánico sueco Eric Ragnor Sventenius en Additamentum ad floram canariensem en 1960, mientras que la forma lutea lo fue por el botánico español Arnoldo Santos Guerra y publicada en Botánica Macaronésica en 1988.
Etimología
- Euphorbia: nombre genérico que deriva de Euphorbus, médico griego del rey Juba II.
- atropurpurea: epíteto latino que procede de ater, negro, y purpureus, purpúreo, aludiendo al color purpúreo intenso muy oscuro de las inflorescencias.
- lutea: epíteto latino que significa 'amarillo', aludiendo al color de las flores.
- modesta: del latín modos o médium, con el significado de modesto, humilde.

Sinonimia
Presenta los siguientes sinónimos:
- Euphorbia atropurpurea f. atropurpurea Brouss. ex Willd.
- Kanopikon atropurpureum (Brouss. ex Willd.) Raf.
- Tithymalus atropurpureus (Brouss. ex Willd.) Klotzsch & Garcke

## Importancia económica y cultural
Se utiliza como planta ornamental por su vistoso porte y floración. Esta planta requiere pocos cuidados, pero necesita calor y cierto grado de humedad ambiental. Se propaga por semillas y más raramente por esquejes.

## Estado de conservación
Aunque la especie no ha sido evaluada por la Unión Internacional para la Conservación de la Naturaleza, sí se encuentra protegida a nivel de la comunidad autónoma de Canarias por la Orden de 20 de febrero de 1991 sobre protección de especies de la flora vascular silvestre en su Anexo II.
También está incluida en el apéndice II del Convención sobre el Comercio Internacional de Especies Amenazadas de Fauna y Flora Silvestres.

## Nombres comunes
Se conoce como tabaiba mejorera/majorera, o como tabaiba roja por el color de sus flores.
El término tabaiba es el nombre genérico que reciben en Canarias las especies arbustivas ramificadas del género Euphorbia, siendo una voz de procedencia aborigen.
En cuanto a su apelativo de mejorera/majorera, tradicionalmente ha aparecido en los textos divulgativos siempre como majorera, término que alude a algo originario de la isla de Fuerteventura. Sin embargo, esto parece haber sido un error de los botánicos que recogieron el nombre de los pastores del noroeste tinerfeño. Estos transcribieron mal la voz mejorera con la que la conocían los pastores, y que según algunos autores aludía a su condición de que mejoraba la calidad de la leche y carne de las cabras.
Otra posibilidad para el origen del apelativo majorera podría estar en un desplazamiento metonímico desde la voz majorera que, según el Diccionario histórico-etimológico del habla canaria, designa en Tenerife y La Palma a la cabra con el lomo de color negro, por aplicación metafórica aludiendo a la coloración oscura de las flores o a las manchas igualmente oscuras que suelen presentar las hojas.